# Trophée européen FIRA de rugby à XV 1987-1989
Navigation
Trophée européen FIRA 1985-1987 Trophée européen FIRA 1989-1990
Le Trophée européen FIRA de rugby à XV 1987–1989 est une compétition qui réunit les nations de la FIRA–AER qui ne participent pas au Tournoi des Cinq Nations, mais en présence des équipes de France B, du Maroc et de la Tunisie.

## Équipes participantes
Division A
- Espagne
- France A
- Italie
- Roumanie
- Union soviétique

| Division B1 - Maroc - Pologne - Tchécoslovaquie - Tunisie | Division B2 - Allemagne - Belgique - Pays-Bas - Portugal - Yougoslavie |

Division C
- Andorre
- Bulgarie
- Luxembourg

## Division A

### Classement
| Rang | Pays             | J | V | N | D | Pm  | Pe  | Diff | Pts |
| ---- | ---------------- | - | - | - | - | --- | --- | ---- | --- |
| 1    | France A         | 8 | 7 | 0 | 1 | 241 | 92  | +149 | 22  |
| 2    | Union soviétique | 8 | 6 | 0 | 2 | 117 | 104 | +13  | 20  |
| 3    | Roumanie         | 8 | 5 | 0 | 3 | 117 | 128 | -11  | 18  |
| 4    | Italie           | 8 | 2 | 0 | 6 | 95  | 148 | -53  | 12  |
| 5    | Espagne          | 8 | 0 | 0 | 8 | 93  | 191 | -98  | 8   |

|  | Vainqueur de la compétition (no 1). |
|  | Relégué en division B (no 5).       |

### Matchs joués
Matchs aller
| 25 octobre 1987 | Roumanie | 18 - 10 (3 - 7) | Union soviétique | Iași 6,000 spectateurs Arbitre : N. Camaduro |
| 25 octobre 1987 |          |                 |                  | Iași 6,000 spectateurs Arbitre : N. Camaduro |
| 25 octobre 1987 |          |                 |                  | Iași 6,000 spectateurs Arbitre : N. Camaduro |

| 7 novembre 1987 | Union soviétique            | 12 – 9 (9 - 6) | Italie          | Chișinău Arbitre : Lamoulie |
| 7 novembre 1987 | Pénalité(s) : 3 Drop(s) : 1 |                | Pénalité(s) : 3 | Chișinău Arbitre : Lamoulie |
| 7 novembre 1987 |                             |                |                 | Chișinău Arbitre : Lamoulie |

| 11 novembre 1987 | France B | 49 – 3 (15 - 3) | Roumanie | Agen 10,407 spectateurs Arbitre : J. Fleming |
| 11 novembre 1987 |          |                 |          | Agen 10,407 spectateurs Arbitre : J. Fleming |
| 11 novembre 1987 |          |                 |          | Agen 10,407 spectateurs Arbitre : J. Fleming |

| 5 décembre 1987 | Espagne | 0 - 13                                             | Italie | Barcelone Arbitre : Doulcet |
| 5 décembre 1987 |         | Essai(s) : 2 Transformation(s) : 1 Pénalité(s) : 1 |        | Barcelone Arbitre : Doulcet |
| 5 décembre 1987 |         |                                                    |        | Barcelone Arbitre : Doulcet |

| 7 février 1988 | France B     | 19 – 9 | Italie          | Monte-Carlo Arbitre : Roelands |
| 7 février 1988 | Essai(s) : 4 |        | Pénalité(s) : 3 | Monte-Carlo Arbitre : Roelands |
| 7 février 1988 |              |        |                 | Monte-Carlo Arbitre : Roelands |

| 2 avril 1988 | Italie          | 3 - 12 (0 - 6) | Roumanie                                       | Milan 20,000 spectateurs Arbitre : P. Frantschi |
| 2 avril 1988 | Pénalité(s) : 1 |                | Essai(s) : 1 Transformation(s) : 1 Drop(s) : 2 | Milan 20,000 spectateurs Arbitre : P. Frantschi |
| 2 avril 1988 |                 |                |                                                | Milan 20,000 spectateurs Arbitre : P. Frantschi |

| 17 avril 1988 | Roumanie | 16 - 7 (4 - 3) | Espagne | Focșani Arbitre : A. Grumbinas |
| 17 avril 1988 |          |                |         | Focșani Arbitre : A. Grumbinas |
| 17 avril 1988 |          |                |         | Focșani Arbitre : A. Grumbinas |

| 23 avril 1988 | Union soviétique | 12 – 7 | Espagne | Koutaïssi |
| 23 avril 1988 |                  |        |         | Koutaïssi |
| 23 avril 1988 |                  |        |         | Koutaïssi |

| 15 mai 1988 | Espagne | 16 - 32 | France B | Madrid |
| 15 mai 1988 |         |         |          | Madrid |
| 15 mai 1988 |         |         |          | Madrid |

| 22 mai 1988 | Union soviétique | 17 – 10 | France B | Koutaïssi |
| 22 mai 1988 |                  |         |          | Koutaïssi |
| 22 mai 1988 |                  |         |          | Koutaïssi |

Matchs retour
| 23 octobre 1988 | Union soviétique | 23 - 9 (9 - 0) | Roumanie | Almaty Arbitre : D. Neirat |
| 23 octobre 1988 |                  |                |          | Almaty Arbitre : D. Neirat |
| 23 octobre 1988 |                  |                |          | Almaty Arbitre : D. Neirat |

| 26 novembre 1988 | Roumanie | 12 - 16 (3 - 6) | France B | Bucarest 10,000 spectateurs Arbitre : C. Norling |
| 26 novembre 1988 |          |                 |          | Bucarest 10,000 spectateurs Arbitre : C. Norling |
| 26 novembre 1988 |          |                 |          | Bucarest 10,000 spectateurs Arbitre : C. Norling |

| 5 novembre 1988 | Italie          | 12 – 18 (6 - 3) | Union soviétique                                               | Trévise Arbitre : Lamoulie |
| 5 novembre 1988 | Pénalité(s) : 4 |                 | Essai(s) : 1 Transformation(s) : 1 Pénalité(s) : 2 Drop(s) : 2 | Trévise Arbitre : Lamoulie |
| 5 novembre 1988 |                 |                 |                                                                | Trévise Arbitre : Lamoulie |

| 20 novembre 1988 | Espagne | 9 - 21 | Union soviétique | Madrid |
| 20 novembre 1988 |         |        |                  | Madrid |
| 20 novembre 1988 |         |        |                  | Madrid |

| 19 février 1989 | Italie                      | 12 – 40 (6 - 29) | France B                                           | Brescia Arbitre : A. Grumbinas |
| 19 février 1989 | Pénalité(s) : 3 Drop(s) : 1 |                  | Essai(s) : 7 Transformation(s) : 3 Pénalité(s) : 2 | Brescia Arbitre : A. Grumbinas |
| 19 février 1989 |                             |                  |                                                    | Brescia Arbitre : A. Grumbinas |

| 19 mars 1989 | France B | 57 – 7 | Espagne | Hendaye |
| 19 mars 1989 |          |        |         | Hendaye |
| 19 mars 1989 |          |        |         | Hendaye |

| 15 avril 1989 | Roumanie                                                       | 28 – 4 (18 - 0) | Italie       | Bucarest Arbitre : Y. Peyrelongue |
| 15 avril 1989 | Essai(s) : 4 Transformation(s) : 3 Pénalité(s) : 1 Drop(s) : 1 |                 | Essai(s) : 1 | Bucarest Arbitre : Y. Peyrelongue |
| 15 avril 1989 |                                                                |                 |              | Bucarest Arbitre : Y. Peyrelongue |

| 20 mai 1989 | France B | 18 – 16 | Union soviétique | Valence sur Rhône |
| 20 mai 1989 |          |         |                  | Valence sur Rhône |
| 20 mai 1989 |          |         |                  | Valence sur Rhône |

| 21 mai 1989 | Espagne | 16 - 19 (9 - 10) | Roumanie | València 5,000 spectateurs Arbitre : A. Condorelli |
| 21 mai 1989 |         |                  |          | València 5,000 spectateurs Arbitre : A. Condorelli |
| 21 mai 1989 |         |                  |          | València 5,000 spectateurs Arbitre : A. Condorelli |

| 2 juin 1989 | Italie                                             | 33 - 19 (13 - 0) | Espagne                                            | L'Aquila Arbitre : Vasilica |
| 2 juin 1989 | Essai(s) : 5 Transformation(s) : 2 Pénalité(s) : 3 |                  | Essai(s) : 2 Transformation(s) : 1 Pénalité(s) : 3 | L'Aquila Arbitre : Vasilica |
| 2 juin 1989 |                                                    |                  |                                                    | L'Aquila Arbitre : Vasilica |

## Division B 1

### Classement
| Rang | Pays            | J | V | N | D | Pm  | Pe  | Diff | Pts |
| ---- | --------------- | - | - | - | - | --- | --- | ---- | --- |
| 1    | Pologne         | 6 | 6 | 0 | 0 | 126 | 49  | +77  | 18  |
| 2    | Maroc           | 6 | 2 | 1 | 3 | 47  | 66  | -19  | 11  |
| 3    | Tchécoslovaquie | 6 | 2 | 0 | 4 | 78  | 96  | -18  | 10  |
| 4    | Tunisie         | 6 | 1 | 1 | 4 | 62  | 102 | -40  | 8   |

|  | Qualifié pour la finale (no 1). |
|  | Relégué en division C (no 4).   |

### Matchs joués
| 1er janvier 1988 | Pologne | 21 - 6 | Tunisie |  |
| 1er janvier 1988 |         |        |         |  |
| 1er janvier 1988 |         |        |         |  |

| 23 avril 1988 | Tchécoslovaquie | 18 – 9 | Tunisie | Prague |
| 23 avril 1988 |                 |        |         | Prague |
| 23 avril 1988 |                 |        |         | Prague |

| 13 mai 1988 | Maroc | 7 - 13 | Pologne | Casablanca |
| 13 mai 1988 |       |        |         | Casablanca |
| 13 mai 1988 |       |        |         | Casablanca |

| 15 mai 1988 | Pologne | 18 - 9 | Tchécoslovaquie | Sochaczew |
| 15 mai 1988 |         |        |                 | Sochaczew |
| 15 mai 1988 |         |        |                 | Sochaczew |

| 21 mai 1988 | Tchécoslovaquie | 15 – 0 | Maroc | Prague |
| 21 mai 1988 |                 |        |       | Prague |
| 21 mai 1988 |                 |        |       | Prague |

| 29 mai 1988 | Pologne | 18 - 6 | Maroc | Cracovie |
| 29 mai 1988 |         |        |       | Cracovie |
| 29 mai 1988 |         |        |       | Cracovie |

| 1er janvier 1989 | Tunisie | 9 - 30 | Pologne |  |
| 1er janvier 1989 |         |        |         |  |
| 1er janvier 1989 |         |        |         |  |

| 1er janvier 1989 | Tunisie | 6 - 11 | Maroc | Tunis |
| 1er janvier 1989 |         |        |       | Tunis |
| 1er janvier 1989 |         |        |       | Tunis |

| 25 mars 1989 | Maroc | 17 - 7 | Tchécoslovaquie | Casablanca |
| 25 mars 1989 |       |        |                 | Casablanca |
| 25 mars 1989 |       |        |                 | Casablanca |

| 5 mai 1989 | Tunisie | 26 - 16 | Tchécoslovaquie | Tunis |
| 5 mai 1989 |         |         |                 | Tunis |
| 5 mai 1989 |         |         |                 | Tunis |

| 20 mai 1989 | Tchécoslovaquie | 12 - 26 | Pologne | Prague |
| 20 mai 1989 |                 |         |         | Prague |
| 20 mai 1989 |                 |         |         | Prague |

| 1er janvier 1989 | Maroc | 6 - 6 | Tunisie | Casablanca |
| 1er janvier 1989 |       |       |         | Casablanca |
| 1er janvier 1989 |       |       |         | Casablanca |

## Division B 2

### Classement
| Rang | Pays        | J | V | N | D | Pm  | Pe  | Diff | Pts |
| ---- | ----------- | - | - | - | - | --- | --- | ---- | --- |
| 1    | Belgique    | 8 | 6 | 1 | 1 | 155 | 103 | +52  | 21  |
| 2    | Allemagne   | 8 | 5 | 0 | 3 | 139 | 95  | +44  | 18  |
| 3    | Portugal    | 8 | 4 | 1 | 3 | 118 | 117 | +1   | 17  |
| 4    | Pays-Bas    | 8 | 3 | 0 | 5 | 111 | 115 | -4   | 14  |
| 5    | Yougoslavie | 8 | 1 | 0 | 7 | 66  | 159 | -93  | 10  |

|  | Qualifié pour la finale (no 1). |
|  | Relégué en division C (no 5).   |

### Matchs joués
| 25 octobre 1987 | Pays-Bas | 15 - 20 | Belgique | Hilversum |
| 25 octobre 1987 |          |         |          | Hilversum |
| 25 octobre 1987 |          |         |          | Hilversum |

| 15 novembre 1987 | Allemagne | 21 - 24 | Belgique | Berlin |
| 15 novembre 1987 |           |         |          | Berlin |
| 15 novembre 1987 |           |         |          | Berlin |

| 29 novembre 1987 | Yougoslavie | 6 - 15 | Allemagne | Split |
| 29 novembre 1987 |             |        |           | Split |
| 29 novembre 1987 |             |        |           | Split |

| 13 décembre 1987 | Portugal | 7 - 13 | Belgique | Lisbonne |
| 13 décembre 1987 |          |        |          | Lisbonne |
| 13 décembre 1987 |          |        |          | Lisbonne |

| 21 février 1988 | Portugal | 16 – 9 | Pays-Bas | Lousã |
| 21 février 1988 |          |        |          | Lousã |
| 21 février 1988 |          |        |          | Lousã |

| 20 mars 1988 | Allemagne | 6 - 3 | Pays-Bas | Heidelberg |
| 20 mars 1988 |           |       |          | Heidelberg |
| 20 mars 1988 |           |       |          | Heidelberg |

| 15 avril 1988 | Belgique | 18 - 11 | Yougoslavie | Liège |
| 15 avril 1988 |          |         |             | Liège |
| 15 avril 1988 |          |         |             | Liège |

| 17 avril 1988 | Portugal | 13 - 9 | Allemagne | Arcos-de-Valdevez |
| 17 avril 1988 |          |        |           | Arcos-de-Valdevez |
| 17 avril 1988 |          |        |           | Arcos-de-Valdevez |

| 17 avril 1988 | Pays-Bas | 31 - 10 | Yougoslavie | Hilversum |
| 17 avril 1988 |          |         |             | Hilversum |
| 17 avril 1988 |          |         |             | Hilversum |

| 7 mai 1988 | Yougoslavie | 9 - 22 | Portugal | Split |
| 7 mai 1988 |             |        |          | Split |
| 7 mai 1988 |             |        |          | Split |

| 27 novembre 1988 | Yougoslavie | 6 - 0 | Pays-Bas | Split |
| 27 novembre 1988 |             |       |          | Split |
| 27 novembre 1988 |             |       |          | Split |

| 12 novembre 1988 | Yougoslavie | 4 - 31 | Belgique | Split |
| 12 novembre 1988 |             |        |          | Split |
| 12 novembre 1988 |             |        |          | Split |

| 22 octobre 1988 | Belgique | 27 - 9 | Pays-Bas | Liège |
| 22 octobre 1988 |          |        |          | Liège |
| 22 octobre 1988 |          |        |          | Liège |

| 20 novembre 1988 | Allemagne | 29 - 6 | Yougoslavie | Hanovre |
| 20 novembre 1988 |           |        |             | Hanovre |
| 20 novembre 1988 |           |        |             | Hanovre |

| 10 décembre 1988 | Belgique | 7 - 16 | Allemagne | Bruxelles |
| 10 décembre 1988 |          |        |           | Bruxelles |
| 10 décembre 1988 |          |        |           | Bruxelles |

| 5 avril 1989 | Pays-Bas | 23 - 17 | Portugal | Hilversum |
| 5 avril 1989 |          |         |          | Hilversum |
| 5 avril 1989 |          |         |          | Hilversum |

| 8 avril 1989 | Belgique | 15 - 15 | Portugal | Bruxelles |
| 8 avril 1989 |          |         |          | Bruxelles |
| 8 avril 1989 |          |         |          | Bruxelles |

| 16 avril 1989 | Pays-Bas | 21 - 13 | Allemagne | Hilversum |
| 16 avril 1989 |          |         |           | Hilversum |
| 16 avril 1989 |          |         |           | Hilversum |

| 22 avril 1989 | Portugal | 13 - 9 | Yougoslavie | Lousã |
| 22 avril 1989 |          |        |             | Lousã |
| 22 avril 1989 |          |        |             | Lousã |

| 30 avril 1989 | Allemagne | 30 - 15 | Portugal | Hanovre |
| 30 avril 1989 |           |         |          | Hanovre |
| 30 avril 1989 |           |         |          | Hanovre |

## Finale
| 29 octobre 1989 | Pologne | 25 - 23 | Belgique | Madrid |
| 29 octobre 1989 |         |         |          | Madrid |
| 29 octobre 1989 |         |         |          | Madrid |

## Division C

### Classement
| Rang | Pays       | J | V | N | D | Pm | Pe | Diff | Pts |
| ---- | ---------- | - | - | - | - | -- | -- | ---- | --- |
| 1    | Bulgarie   | 4 | 4 | 0 | 0 | 78 | 21 | +57  | 12  |
| 2    | Andorre    | 4 | 1 | 0 | 3 | 43 | 64 | -21  | 6   |
| 3    | Luxembourg | 4 | 1 | 0 | 3 | 21 | 57 | -36  | 6   |

|  | Promu en division B (no 1). |

### Matchs joués
| 8 octobre 1987 | Andorre | 22 - 3 | Luxembourg | Andorre-la-Vieille |
| 8 octobre 1987 |         |        |            | Andorre-la-Vieille |
| 8 octobre 1987 |         |        |            | Andorre-la-Vieille |

| 1er janvier 1988 | Luxembourg | 4 - 14 | Bulgarie | Luxembourg |
| 1er janvier 1988 |            |        |          | Luxembourg |
| 1er janvier 1988 |            |        |          | Luxembourg |

| 28 mai 1988 | Bulgarie | 30 - 6 | Andorre | Sofia |
| 28 mai 1988 |          |        |         | Sofia |
| 28 mai 1988 |          |        |         | Sofia |

| 1er janvier 1989 | Bulgarie | 13 - 4 | Luxembourg | Sofia |
| 1er janvier 1989 |          |        |            | Sofia |
| 1er janvier 1989 |          |        |            | Sofia |

| 23 avril 1989 | Luxembourg | 10 – 8 | Andorre | Luxembourg |
| 23 avril 1989 |            |        |         | Luxembourg |
| 23 avril 1989 |            |        |         | Luxembourg |

| 28 mai 1989 | Andorre | 7 - 21 | Bulgarie | Andorre-la-Vieille |
| 28 mai 1989 |         |        |          | Andorre-la-Vieille |
| 28 mai 1989 |         |        |          | Andorre-la-Vieille |